# Jezkazgan
Jezkazgan hoặc Zhezkazgan (tiếng Kazakhstan: Жезқазған / Jezqazğan), trước đây được biết đến như Dzhezkazgan (tiếng Nga: Джезказган, cho đến năm 1992)là một thành phố ở tỉnh Karagandy của Kazakhstan. Thành phố nằm bên một hồ chứa của sông Kara-Kengir. Thành phố có dân số theo điều tra dân số năm 1999 là 90.000 người. Khu vực đô thị của nó bao gồm các thị trấn khai thác mỏ lân cận của Satpayev, có tổng dân số 148.700 người.
55% dân số là người Kazakh, 30% người Nga, với dân tộc thiểu số nhỏ hơn như người Ukraina, người Đức, người Chechnya và người Triều Tiên.

## Khí hậu
| Dữ liệu khí hậu của Dzhezkazgan (1991–2020, cực đoan 1948–nay) | Dữ liệu khí hậu của Dzhezkazgan (1991–2020, cực đoan 1948–nay) | Dữ liệu khí hậu của Dzhezkazgan (1991–2020, cực đoan 1948–nay) | Dữ liệu khí hậu của Dzhezkazgan (1991–2020, cực đoan 1948–nay) | Dữ liệu khí hậu của Dzhezkazgan (1991–2020, cực đoan 1948–nay) | Dữ liệu khí hậu của Dzhezkazgan (1991–2020, cực đoan 1948–nay) | Dữ liệu khí hậu của Dzhezkazgan (1991–2020, cực đoan 1948–nay) | Dữ liệu khí hậu của Dzhezkazgan (1991–2020, cực đoan 1948–nay) | Dữ liệu khí hậu của Dzhezkazgan (1991–2020, cực đoan 1948–nay) | Dữ liệu khí hậu của Dzhezkazgan (1991–2020, cực đoan 1948–nay) | Dữ liệu khí hậu của Dzhezkazgan (1991–2020, cực đoan 1948–nay) | Dữ liệu khí hậu của Dzhezkazgan (1991–2020, cực đoan 1948–nay) | Dữ liệu khí hậu của Dzhezkazgan (1991–2020, cực đoan 1948–nay) | Dữ liệu khí hậu của Dzhezkazgan (1991–2020, cực đoan 1948–nay) |
| Tháng                                                          | 1                                                              | 2                                                              | 3                                                              | 4                                                              | 5                                                              | 6                                                              | 7                                                              | 8                                                              | 9                                                              | 10                                                             | 11                                                             | 12                                                             | Năm                                                            |
| -------------------------------------------------------------- | -------------------------------------------------------------- | -------------------------------------------------------------- | -------------------------------------------------------------- | -------------------------------------------------------------- | -------------------------------------------------------------- | -------------------------------------------------------------- | -------------------------------------------------------------- | -------------------------------------------------------------- | -------------------------------------------------------------- | -------------------------------------------------------------- | -------------------------------------------------------------- | -------------------------------------------------------------- | -------------------------------------------------------------- |
| Cao kỉ lục °C (°F)                                             | 5.0 (41.0)                                                     | 9.0 (48.2)                                                     | 27.4 (81.3)                                                    | 34.2 (93.6)                                                    | 39.4 (102.9)                                                   | 43.0 (109.4)                                                   | 45.2 (113.4)                                                   | 42.4 (108.3)                                                   | 39.9 (103.8)                                                   | 30.5 (86.9)                                                    | 22.0 (71.6)                                                    | 11.6 (52.9)                                                    | 45.2 (113.4)                                                   |
| Trung bình ngày tối đa °C (°F)                                 | −8.9 (16.0)                                                    | −7.1 (19.2)                                                    | 2.0 (35.6)                                                     | 16.4 (61.5)                                                    | 24.0 (75.2)                                                    | 29.9 (85.8)                                                    | 31.4 (88.5)                                                    | 30.0 (86.0)                                                    | 23.1 (73.6)                                                    | 14.1 (57.4)                                                    | 2.0 (35.6)                                                     | −6.2 (20.8)                                                    | 12.6 (54.7)                                                    |
| Trung bình ngày °C (°F)                                        | −13.4 (7.9)                                                    | −12.3 (9.9)                                                    | −3.4 (25.9)                                                    | 9.4 (48.9)                                                     | 16.7 (62.1)                                                    | 22.7 (72.9)                                                    | 24.3 (75.7)                                                    | 22.6 (72.7)                                                    | 15.1 (59.2)                                                    | 6.5 (43.7)                                                     | −3.1 (26.4)                                                    | −10.7 (12.7)                                                   | 6.2 (43.2)                                                     |
| Tối thiểu trung bình ngày °C (°F)                              | −18.3 (−0.9)                                                   | −17.7 (0.1)                                                    | −8.3 (17.1)                                                    | 2.7 (36.9)                                                     | 8.7 (47.7)                                                     | 14.4 (57.9)                                                    | 16.6 (61.9)                                                    | 14.5 (58.1)                                                    | 7.0 (44.6)                                                     | −0.2 (31.6)                                                    | −7.8 (18.0)                                                    | −15.4 (4.3)                                                    | −0.3 (31.5)                                                    |
| Thấp kỉ lục °C (°F)                                            | −40.0 (−40.0)                                                  | −41.1 (−42.0)                                                  | −36.1 (−33.0)                                                  | −17.8 (0.0)                                                    | −6.6 (20.1)                                                    | −2.2 (28.0)                                                    | 2.8 (37.0)                                                     | 0.0 (32.0)                                                     | −11.4 (11.5)                                                   | −21.0 (−5.8)                                                   | −37.2 (−35.0)                                                  | −40.0 (−40.0)                                                  | −41.1 (−42.0)                                                  |
| Lượng Giáng thủy trung bình mm (inches)                        | 16 (0.6)                                                       | 15 (0.6)                                                       | 15 (0.6)                                                       | 18 (0.7)                                                       | 21 (0.8)                                                       | 17 (0.7)                                                       | 15 (0.6)                                                       | 10 (0.4)                                                       | 5 (0.2)                                                        | 14 (0.6)                                                       | 17 (0.7)                                                       | 15 (0.6)                                                       | 178 (7.0)                                                      |
| Số ngày mưa trung bình                                         | 1                                                              | 2                                                              | 4                                                              | 6                                                              | 9                                                              | 8                                                              | 8                                                              | 5                                                              | 4                                                              | 6                                                              | 5                                                              | 2                                                              | 60                                                             |
| Số ngày tuyết rơi trung bình                                   | 17                                                             | 13                                                             | 7                                                              | 2                                                              | 0.3                                                            | 0                                                              | 0                                                              | 0                                                              | 0.03                                                           | 2                                                              | 8                                                              | 14                                                             | 63                                                             |
| Độ ẩm tương đối trung bình (%)                                 | 78                                                             | 76                                                             | 75                                                             | 56                                                             | 48                                                             | 40                                                             | 41                                                             | 40                                                             | 43                                                             | 60                                                             | 76                                                             | 79                                                             | 59                                                             |
| Nguồn: погода и климат                                         |                                                                |                                                                |                                                                |                                                                |                                                                |                                                                |                                                                |                                                                |                                                                |                                                                |                                                                |                                                                |                                                                |